# New Rochelle
New Rochelle je město v okrese Westchester County ve státě New York ve Spojených státech amerických. Ve městě s rozlohou 34,3 km² žije přibližně 80 tisíc obyvatel.
Město leží při průlivu Long Island Sound.

## Historie
Jeho počátky se datují k roku 1654, kdy obchodník Thomas Pell uzavřel smlouvu o koupi sídla Pelham Manor s Indiány kmene Siwanoy. V následujících letech byly přikoupeny další pozemky. Město založilo 33 rodin francouzských hugenotů, kteří po vydání Nantského ediktu jakožto nekatolíci museli opustit Francii. Připluli do Ameriky většinou ze západofrancouzského přístavu La Rochelle, a proto své město nazvali Novým La Rochellem. Až do 60. let 18. století usilovali o samostatný statut francouzské kolonie. Při prvním sčítání lidu roku 1790 osada měla 692 obyvatel. Během 19. století se rozrostla na město, především díky přistěhovalcům z Irska a Německa, kteří prošli New Yorkem a hledali nové pozemky.

## Osobnosti
- Lee Archer, stíhací pilot 2. světové války
- Matt Dillon (* 1964), americký herec
- Elia Kazan (1909–2003), americký spisovatel
- Don McLean (* 1945), americký zpěvák a kytarista
- Max Wertheimer (1880–1943), psycholog česko-německého původu